# آنژوته
آنژوته (به فرانسوی: Anjoutey) یک کمون در فرانسه است که در canton of Rougemont-le-Château واقع شده‌است. آنژوته ۷٫۶۹ کیلومتر مربع مساحت دارد.